# 오스틸리아
오스틸리아(만토바 방언: Ustìlia)는 이탈리아 롬바르디아주 만토바도에 있는 코무네이다. 밀라노에서 남동쪽으로 약 160 km (99 mi), 만토바에서 남동쪽으로 약 30 km (19 mi) 떨어진 곳에 위치한다.

## 역사
고대 로마 시대에 호스틸리아는 클라우디아 아우구스타 파다나 가도에 위치하여 에밀리아에서 북유럽으로 가는 무역 중심지였다. 기원전 1세기에는 작가 코르넬리우스 네포스의 출생지였다. 서로마 제국 멸망 후, 동고트족, 동로마 제국, 그리고 6세기부터는 랑고바르드인의 지배를 받았다. 774년부터는 프랑크 왕국의 일부가 되었다.
중세에는 베로나의 거점이었고, 베로나는 1151년에 이곳에 성을 건설했다. 1308년에는 스칼리제르가의 봉토였고, 1381년에는 비스콘티가가, 1391년에는 곤차가가가 계승했다. 이후 오스틸리아의 역사는 만토바와 연결되면서 전략적 중요성을 잃었다. 1717년에는 카를 6세 황제의 명령으로 성이 철거되었다.
이탈리아에서 가장 큰 출판사인 아르놀도 몬다도리 에디토레는 1907년 오스틸리아에서 설립되었다. 제2차 세계 대전 중인 1945년 4월 25일에는 미국 88 보병사단에 의해 해방되었다.

## 지리
오스틸리아는 다음 코무네와 접한다: 보르고프란코술포, 카살레오네, 체레아, 가초베로네세, 멜라라, 레베레, 보르고 만토바노 및 세라발레아포.